# Квинт Помпей Сосий Фалькон
Квинт Помпей Сосий Фалькон (лат. Quintus Pompeius Sosius Falco) — римский политический деятель и сенатор второй половины II века.

## Биография
Фалькон, вероятно, происходил из Сицилии. Его отцом был консул 169 года Квинт Помпей Сенецион Сосий Приск, а матерью — Цейония Фабия. В 193 году Фалькон занимал должность ординарного консула вместе с Гаем Юлием Эруцием Кларом Вибианом. В его консульство произошло убийство императора Коммода и восхождение на престол Пертинакса. Во время отсутствия Пертинакса в Риме среди преторианцев возник заговор с целью возведения на трон Фалькона. Пертинакс вернулся в столицу вовремя, чтобы предотвратить признание Фалькона сенатом. При этом император помиловал консула, позволив ему удалиться в своё сельское поместье.
Супругой Фалькона была Сульпиция Агриппина, сестра Сульпиция Юста и Сульпиция Поллиона, происходившая из Ликии. В их браке родился сын, кандидат в квесторы при Каракалле или Гелиогабале Квинт Помпей Фалькон Сосий Приск.